# Järvtjärnarna (Undersåkers socken, Jämtland, 702083-135552)
Järvtjärnarna är en sjö i Åre kommun i Jämtland och ingår i Indalsälvens huvudavrinningsområde. Järvtjärnarna ligger i Vålådalen Natura 2000-område.